# Лунный гонщик
«Лунный гонщик» (англ. Moonraker; другие варианты названия: «Мунрейкер», «Корабль „Лунный гонщик“» или «Лунный странник», дословный перевод — «Лунный грабельщик») — одиннадцатый фильм о британском суперагенте Джеймсе Бонде. Экранизация одноимённого романа Яна Флеминга.
Это был последний фильм о Джеймсе Бонде с Бернардом Ли в роли M. Ли должен был повторить свою роль в «Только для твоих глаз», но в ноябре 1980 года он был госпитализирован с диагнозом «рак желудка». Затем он умер в январе 1981 года, прежде чем удалось снять какую-либо из сцен с М.

## Сюжет
Неизвестные угоняют шаттл «Лунный гонщик» (Moonraker) во время транспортировки его на самолёте, сам самолёт падает.
Джеймс Бонд возвращается из Африки на авиалайнере. Внутри оказываются бандиты, среди которых дамочка с револьвером. Бонд побеждает в схватке и выбрасывает преступника из самолёта, однако появляется Челюсти и отправляет Бонда вслед за ним. В полёте оказывается, что у бандита есть парашютный ранец, но Бонд отбирает его. Челюсти пытается в воздухе атаковать 007, но тот отбивается и благополучно приземляется. Челюсти падает на купол цирка.
Глава британской МИ-6 отправляет Бонда расследовать пропажу шаттла. 007 прилетает в жилище Хьюго Дракса, возглавляющего компанию-производитель шаттла в США. Дракс приказывает помощнику избавиться от Бонда. 007 знакомится с доктором Холли Гудхед, она предлагает ему прокатиться на центрифуге, симулирующей нагрузку на человеческий организм во время полёта в космос. Помощник Дракса практически раскручивает центрифугу до смертельной скорости, однако Бонд успевает воспользоваться гаджетом.
Джеймс с помощью знакомой девушки-пилота получает доступ к важным бумагам, что видит помощник Дракса. Во время светской прогулки в 007 целится снайпер, Бонд его убивает. Поблагодарив хозяина за гостеприимство, 007 отбывает в Венецию. Девушку, которая помогла ему, затравливают собаками. В Италии Бонд видит Холли, придя в заведение, принадлежащее Драксу и ставшее его первой зацепкой. Пробравшись в лабораторию, 007 становится свидетелем производства ядовитого газа, не действующего, впрочем, на животных и растительность. Бонд берёт одну пробирку и сталкивается с помощником Дракса. Победив его, возвращается на то же место с начальством, но лаборатория исчезает.
Джеймсу предлагают взять отпуск. 007 едет в Рио-де-Жанейро, там вновь встречает доктора Гудхед, которая оказалась сотрудником ЦРУ, посланной присматривать за Драксом. При спуске по канатной дороге их атакует Челюсти. Агенты прыгают вниз, Челюсти остаётся с носом, но находит подружку — Долли. Бонд и Холли сумели выжить, но несколько мужчин нейтрализуют их и везут в фургоне куда-то. 007 совершает побег, а Холли остаётся в машине.
Отданный на экспертизу компонент действительно оказывается смертоносным, а изготавливается из редкого цветка, произрастающего только в одном из районов Амазонии. На катере, предоставленном Кью, Бонд путешествует через джунгли по реке. Его атакуют вражеские катера, в одном из которых находится Челюсти, 007 с переменным успехом старается от них скрыться. Катер с Челюсти обрушивается вниз по водопаду, а Бонд в последний момент улетает на дельтаплане. В лесу он, следуя за девушкой, попадает на базу Дракса. Его сбрасывают в реку с трамплина и выпускают в воду огромного питона, однако 007 расправляется с ним, используя ядовитую иглу, взятую у Холли.
На базе Дракса — множество людей, все погружаются в шаттлы. Оказывается, один из них был неисправен, и «Лунный гонщик» был украден ему на замену. Бонд находит Холли, их оставляют на площадке шаттла. Аппараты стартуют по очереди, Джеймса и Холли чуть не накрывает волной огня из-под шаттла во время его взлёта. Шпионы пробираются на другой шаттл и отправляются в космос. Через некоторое время шаттлы стыкуются с космической станцией, которая не отображается на радарах. Дракс приступает к исполнению своей мечты, но тут Холли и Бонд отключают систему маскировки от радаров, и орбитальная станция становится видимой с Земли.
Шпионов ловят злодеи, Дракс им сообщает, что собирается уничтожить население Земли при помощи капсул с газом и создать новую расу с помощью людей, находящихся на станции. Космический корабль с Земли летит к объекту и высаживает космонавтов на станцию, завязывается бой между солдатами станции и прилетевшего корабля. Происходит сбой в системе, станция начинает рушиться. Бонд стреляет дротиком в Дракса. Гудхед, 007 и Челюсти, перешедший на их сторону (он понимает, что со своими аномальными габаритами не вписывается в новую, идеальную, расу), встречаются с земными космонавтами. Бонд и Холли эвакуируются на резервном летательном аппарате. Челюсти способствует их взлёту, но затем станция взрывается. Однако Челюсти и Долли сумели выжить. Три сферы с газом уже выброшены на Землю, и если их не уничтожить, погибнут миллионы. Первые две ликвидированы при помощи лазера, но третья попадает в атмосферу. Автоматический режим лазера перестаёт работать при высокой температуре, и Бонд сам наводит прицел на сферу. В последний момент Холли успевает сбросить скорость, и они не погибают. На обратном пути на Землю Бонд с Гудхед занимаются любовью.

## В ролях
| Актёр              | Роль                                |
| ------------------ | ----------------------------------- |
| Роджер Мур         | Джеймс Бонд                         |
| Бернард Ли         | M                                   |
| Лоис Чайлз         | доктор Холли Гудхед                 |
| Лоис Максвелл      | мисс Манипенни                      |
| Десмонд Ллевелин   | Q                                   |
| Ричард Кил         | Челюсти                             |
| Майкл Лонсдейл     | Хьюго Дракс                         |
| Коринн Клери       | Коринн Дюфор, девушка Дракса        |
| Катрин Серр        | Графиня Любински, девушка Дракса    |
| Франсуаз Гайа      | Леди Виктория Девон, девушка Дракса |
| Чичину Кэпплер     | Синьора Дель Матео, девушка Дракса  |
| Джеффри Кин        | Фредерик Грей министр обороны       |
| Уолтер Готелл      | генерал Гоголь                      |
| Эмили Болтон       | Мануэла                             |
| Бланш Равалек      | Долли подружка Челюстей             |
| Тосиро Суга        | Чанг                                |
| Жан-Пьер Кастальди | пилот частного самолёта             |
| Лейла Шенна        | стюардесса частного самолёта        |

### Гонорары
- Роджер Мур — 4 млн долларов[5].

## Номинации
- 1980 год — премия «Оскар» за лучшие визуальные эффекты
- 1980 год — премия «Сатурн» (лучший фильм, актёр второго плана (Ричард Кил), лучшие спецэффекты)

## Книга по фильму
В 1979 году Кристофер Вуд написал кинороман «Джеймс Бонд и Мунрейкер».

## Съёмки
- Фильм снимали во множестве локаций, сочетая натурные и студийные съемки, среди локаций можно отметить долину Напа в Калифорнии, аэропорт Рио-де-Жанейро, каналы Венеции и аэропорт Лос Анджелеса.[6]
- Секретная лаборатория в Венеции открывается агентом 007 по звуковому коду, известному как «инопланетная мелодия» из другого блокбастера того времени — фильма «Близкие контакты третьей степени».
- Это первое использование внешнего вида космического челнока в художественном фильме. Испытания шаттла «Энтерпрайз» начались незадолго до съёмок фильма, но первый космический полёт шаттла состоялся после выхода фильма на экраны, в 1981 году.
- Резиденция Дракса снималась в замке Во-ле-Виконт во Франции. Во Франции снимались и основные сцены на космической станции, для чего были построены огромные декорации под руководством Кена Адама. Это было сделано, чтобы избежать высоких налогов в Великобритании. На студии Pinewood были сняты только станция в космосе и космическое сражение.
- Режиссером фильма мог бы быть Стивен Спилберг, но ему отказал Альберт Брокколи[7].

## Саундтрек
Moonraker — это саундтрек к одиннадцатому фильму о Джеймсе Бонде с таким же названием. Авторами произведения стали композитор Джон Барри и поэт песенник Хэл Дэвид. Исполнила песню Ширли Бэсси.